# 28e cérémonie des Critics' Choice Movie Awards
La 28e cérémonie des Critics' Choice Movie Awards (ou BFCA Awards), décernés par la Broadcast Film Critics Association a lieu le 15 janvier 2023 et récompense les films sortis en 2022.
Les nominations ont été annoncées le 14 décembre 2022,.

## Palmarès

### Meilleur film
- Everything Everywhere All at Once
  - Avatar: The Way of Water
  - Babylon
  - Les Banshees d'Inisherin
  - Elvis
  - The Fabelmans
  - Glass Onion : Une histoire à couteaux tirés
  - RRR
  - Tár
  - Top Gun: Maverick
  - Women Talking

### Meilleur réalisateur
- Daniel Kwan et Daniel Scheinert – Everything Everywhere All at Once
  - James Cameron – Avatar: The Way of Water
  - Damien Chazelle – Babylon
  - Todd Field – Tár
  - Daniel Kwan et Daniel Scheinert – Everything Everywhere All at Once
  - Baz Luhrmann – Elvis
  - Martin McDonagh – Les Banshees d'Inisherin
  - Sarah Polley – Women Talking
  - Gina Prince-Bythewood – The Woman King
  - S. S. Rajamouli – RRR
  - Steven Spielberg – The Fabelmans

### Meilleur acteur
- Brendan Fraser – The Whale
  - Austin Butler – Elvis
  - Tom Cruise – Top Gun: Maverick
  - Colin Farrell – Les Banshees d'Inisherin
  - Paul Mescal – Aftersun
  - Bill Nighy – Vivre

### Meilleure actrice
- Cate Blanchett – Tár
  - Viola Davis – The Woman King
  - Danielle Deadwyler – Till
  - Margot Robbie – Babylon
  - Michelle Williams – The Fabelmans
  - Michelle Yeoh – Everything Everywhere All at Once

### Meilleure actrice dans une série limitée ou un film réalisé pour la télévision
- Amber Midthunder pour le rôle de Naru dans Prey

### Meilleur acteur dans un second rôle
- Ke Huy Quan – Everything Everywhere All at Once
  - Paul Dano – The Fabelmans
  - Brendan Gleeson – Les Banshees d'Inisherin
  - Brian Tyree Henry – Causeway
  - Judd Hirsch – The Fabelmans
  - Barry Keoghan – Les Banshees d'Inisherin

### Meilleure actrice dans un second rôle
- Angela Bassett – Black Panther: Wakanda Forever
  - Jessie Buckley – Women Talking
  - Kerry Condon – Les Banshees d'Inisherin
  - Jamie Lee Curtis – Everything Everywhere All at Once
  - Stephanie Hsu – Everything Everywhere All at Once
  - Janelle Monáe – Glass Onion : Une histoire à couteaux tirés

### Meilleur espoir
- Gabriel LaBelle – The Fabelmans
  - Frankie Corio – Aftersun
  - Jalyn Hall – Emmett Till
  - Bella Ramsey – Catherine Called Birdy
  - Banks Repeta – Armageddon Time
  - Sadie Sink – The Whale

### Meilleure distribution
- Glass Onion : Une histoire à couteaux tirés
  - Les Banshees d'Inisherin
  - Everything Everywhere All at Once
  - The Fabelmans
  - The Woman King
  - Women Talking

### Meilleur scénario original
- Daniel Kwan et Daniel Scheinert – Everything Everywhere All at Once
  - Todd Field – Tár
  - Tony Kushner et Steven Spielberg – The Fabelmans
  - Martin McDonagh – Les Banshees d'Inisherin
  - Charlotte Wells – Aftersun

### Meilleur scénario adapté
- Sarah Polley – Women Talking
  - Samuel D. Hunter – The Whale
  - Kazuo Ishiguro – Vivre
  - Rian Johnson – Glass Onion : Une histoire à couteaux tirés
  - Rebecca Lenkiewicz – She Said

### Meilleure photographie
- Claudio Miranda – Top Gun: Maverick
  - Russell Carpenter – Avatar: The Way of Water
  - Roger Deakins – Empire of Light
  - Florian Hoffmeister – Tár
  - Janusz Kamiński – The Fabelmans
  - Linus Sandgren – Babylon

### Meilleur montage
- Paul Rogers – Everything Everywhere All at Once
  - Tom Cross – Babylon
  - Eddie Hamilton – Top Gun: Maverick
  - Stephen E. Rivkin, David Brenner, John Refoua et James Cameron – Avatar: The Way of Water
  - Matt Villa et Jonathan Redmond – Elvis
  - Monika Willi – Tár

### Meilleurs costumes
- Ruth E. Carter – Black Panther: Wakanda Forever
  - Jenny Eagan – Glass Onion : Une histoire à couteaux tirés
  - Shirley Kurata – Everything Everywhere All at Once
  - Catherine Martin – Elvis
  - Gersha Phillips – The Woman King
  - Mary Zophres – Babylon

### Meilleur maquillage
- Elvis
  - Babylon
  - The Batman
  - Black Panther: Wakanda Forever
  - Everything Everywhere All at Once
  - The Whale

### Meilleurs effets visuels
- Avatar: The Way of Water
  - The Batman
  - Black Panther: Wakanda Forever
  - Everything Everywhere All at Once
  - RRR
  - Top Gun: Maverick

### Meilleure direction artistique
- Florencia Martin et Anthony Carlino – Babylon
  - Hannah Beachler et Lisa K. Sessions – Black Panther: Wakanda Forever
  - Rick Carter et Karen O'Hara – The Fabelmans
  - Dylan Cole, Ben Procter et Vanessa Cole – Avatar: The Way of Water
  - Jason Kisvarday et Kelsi Ephraim – Everything Everywhere All at Once
  - Catherine Martin, Karen Murphy et Beverley Dunn – Elvis

### Meilleure musique de film
- Hildur Guðnadóttir – Tár
  - Alexandre Desplat – Pinocchio
  - Michael Giacchino – The Batman
  - Hildur Guðnadóttir – Women Talking
  - Justin Hurwitz – Babylon
  - John Williams – The Fabelmans

### Meilleure chanson originale
- Naatu Naatu (M. M. Keeravani, Kaala Bhairava et Rahul Sipligunj) – RRR
  - Carolina (Taylor Swift) – Là où chantent les écrevisses
  - Ciao Papa (Alexandre Desplat, Roeban Katz, et Guillermo del Toro) – Pinocchio
  - Hold My Hand (Lady Gaga, BloodPop et Benjamin Rice) – Top Gun: Maverick
  - Lift Me Up (Tems, Rihanna, Ryan Coogler et Ludwig Göransson) – Black Panther: Wakanda Forever
  - New Body Rhumba – White Noise

### Meilleur film d'animation
- Pinocchio
  - Marcel the Shell with Shoes On
  - Le Chat potté 2 : La Dernière Quête
  - Alerte rouge
  - Wendell et Wild

### Meilleure comédie
- Glass Onion : Une histoire à couteaux tirés
  - Les Banshees d'Inisherin
  - Bros
  - Everything Everywhere All at Once
  - Triangle of Sadness
  - The Unbearable Weight of Massive Talent

### Meilleur film en langue étrangère
- RRR -  Inde (en télougou) 
  - À l'Ouest, rien de nouveau -  Allemagne (en allemand) 
  - Argentina, 1985 -  Argentine (en argentin) 
  - Close -  Belgique (en français) 
  - Decision to Leave -  Corée du Sud (en coréen) 
  - Bardo -  Mexique

### Meilleur film réalisé pour la télévision
- Prey